# Едунов, Пётр Петрович
Пётр Петрович Едунов (1919 — 8 июля 1944) — старший сержант Рабоче-крестьянской Красной Армии, участник Великой Отечественной войны, Герой Советского Союза (1943).

## Биография
Пётр Едунов родился в 1919 году в деревне Золино (ныне — Клинский район Московской области). В 1939 году Едунов был призван на службу в Рабоче-крестьянскую Красную Армию. Служил в погранвойсках на западной границе СССР. С июня 1941 года — на фронтах Великой Отечественной войны. Участвовал в оборонительных боях 1941 года, Сталинградской и Курской битвах, освобождении Белгорода, Краснограда, Полтавы, Кременчуга. К октябрю 1943 года старший сержант Пётр Едунов командовал взводом автоматчиком 19-й механизированной бригады 1-го механизированного корпуса 37-й армии Степного фронта. Отличился во время битвы за Днепр.
6 октября 1943 года, несмотря на массированный огонь вражеской артиллерии и миномётов, Едунов переправился через Днепр в районе села Мишурин Рог Верхнеднепровского района Днепропетровской области Украинской ССР и успешно провёл разведку вражеских огневых позиций, что позволило батальону успешно вести боевые действия по удержанию плацдарма на западном берегу Днепра. Участвовал в отражении ряда вражеских контратак, 12 октября был ранен, но продолжал сражаться. В тех боях Едунов лично уничтожил около 10 солдат и офицеров противника, ещё 4 взял в плен, а также подавил 2 вражеские огневые точки.
Указом Президиума Верховного Совета СССР от 20 декабря 1943 года за «отвагу и мужество, проявленные во время форсирования Днепра и в боях за удержание плацдарма» старший сержант Пётр Едунов был удостоен высокого звания Героя Советского Союза.
В дальнейшем участвовал в освобождении Белорусской ССР. 8 июля 1944 года Едунов погиб во время немецкого авианалёта в районе населённого пункта Полонки Барановичского района. Похоронен в братской могиле в посёлке Городище Барановичского района Брестской области Белоруссии.
Был также награждён медалью.
В честь Едунова названы улицы в Клину, Городище и селе Калужино Днепропетровской области, средняя школа в деревне Новощапово в Клинском районе.